# Dick Sprang
Dick Sprang, pseudonimo di Richard W. Sprang (Fremont, 28 luglio 1915 – Prescott, 17 maggio 2000), è stato un fumettista statunitense.
È stato uno degli artisti della golden age più amati tra quelli che hanno lavorato al personaggio di Batman. Giunto alla corte di Kane per geniale intuizione di Whitney Ellsworth, divenne ben presto uno degli artisti più riconosciuti ed apprezzati dai lettori, un po' come sarebbe accaduto sugli albi Western per Carl Barks.

## Biografia
Nato in Ohio, Dick Sprang inizia la sua carriera di illustratore a 15 anni realizzando biglietti d'auguri, poster e manifesti per i convegni o per la pubblicità dei locali della zona.
Dopo le scuole, lavorò per breve tempo nel Toledo News (1934), dove si occupava del layout del giornale, della composizione tipografica, della pubblicità e dei fumetti. Nel 1936 si trasferisce a New York per iniziare la sua carriera da artista freelance (ovvero senza contratto d'esclusiva). Qui, insieme a Ed Kressy e Norm Fallon, fonda uno studio artistico che si occupa di lettering, grafica pubblicitaria e sceneggiature. Sprang, per conto suo, inizia anche ad illustrare alcune riviste pulp.

### Batman
Nel 1941 preparò una tavola di prova e si presentò ad Ellsworth, direttore editoriale dell'allora National Publications (oggi DC Comics), che, colpito dal talento del giovane, decise di metterlo alla prova per testarne l'abilità e la velocità: il compito era quello di realizzare una storia di tre pagine (disegni, chine e lettering) in quattro giorni. Sprang superò brillantemente la prova e venne subito arruolato da Ellsworth che gli fece realizzare una storia di 13 pagine con Batman protagonista. Il suo esordio ufficiale avvenne su Batman n.19, numero realizzato completamente da Sprang, copertina inclusa: questo nuovo talento era, per Batman, quello che fu Wayne Boring per Superman.
Il suo stile era assolutamente inconfondibile rispetto agli altri collaboratori di Kane (Robinson e Moldoff su tutti), molto più classici e graficamente vicini al tratto del papà di Batman. Con uno stile che era una vera e propria evoluzione e personalizzazione di quello di Chester Gould, unì le atmosfere ed i criminali alla Dick Tracy con oggetti ed attrezzi di uso comune opportunamente ingigantiti. La sua passione per i macchinari, trasmessagli dal padre, si sposò perfettamente con la passione di Finger per la tecnologia: i suoi Batman, Robin, Alfred erano disegnati con uno stile preciso, squadrato e spesso con il sorriso sulle labbra. I personaggi sembravano girare in un immenso luna park, mentre le storie, anche grazie al suo tratto così particolare, erano inevitabilmente più giocose rispetto agli esordi del personaggio. Tra i continuatori di questo stile si potrebbero inserire autori come Steve Ditko o John Byrne che presero alcuni tratti del suo stile adattandoli alle loro epoche ed esigenze.
Sprang, comunque, era apprezzato sia dall'editore, per la sua velocità di esecuzione della tavola, sia dai lettori, per quello stile sommariamente descritto poc'anzi. Divenne abbastanza naturale, con l'approssimarsi della guerra e con il rischio che Kane o Burnely dovessero partire per il fronte europeo, un aumento nel lavoro di Sprang, che nel frattempo aveva sciolto la sua società con Kressy e Fallon. Ellsworth gli fece disegnare una rilevante quantità di storie, che previdentemente mise da parte, e per velocizzare ancora di più il suo lavoro, gli venne affiancato l'inchiostatore Charles Paris.
Così Sprang, all'inizio della sua carriera, era alla fin fine molto più apprezzato dai colleghi che non dagli appassionati, che iniziavano appena ad apprezzare quello stile che li avrebbe accompagnati per tutti gli anni cinquanta.

### Superman
Grazie all'aiuto di Paris, Sprang fu in grado di disegnare le storie sia per Batman, sia per Detective Comics, sia per World's Finest Comics, dove ebbe il suo primo contatto con Superman.
Il suo rapporto con il personaggio di Siegel-Shuster, però, non si fermò alla sola testata dei team-up, ma proseguì anche su Superman, Superman's Pal Jimmy Olsen (la testata dedicata alle avventure di Jimmy Olsen) e Superman's girlfriend Lois Lane (dedicata, questa, alle avventure della futura moglie Lois).

### Pensionamento
Sprang, alla fine, si ritirò nel 1963, quando la National decise di rinnovare il suo parco disegnatori per poter contrastare l'avanzata della Marvel: tra i pensionati ci fu anche lui, che a quel punto si ritirò in Utah nel suo ranch di 150 acri.
Qui, un po' per hobby, iniziò la sua attività di storico, interessandosi all'epoca dei pionieri e diventando ben presto un'autorità anche in questo nuovo campo. Per strano che possa sembrare, comunque, il suo nome venne associato a Batman solo molti anni dopo: a partire dal 1968, infatti, i fumetti di Batman vennero finalmente accreditati ai loro esecutori materiali, e solo da quell'anno in poi fu possibile ricostruire, anche grazie alle ristampe, i credits delle storie precedenti.
Sprang, che nel frattempo si era trasferito in Arizona nel 1972, tra una convention e l'altra, tornò sui suoi amati personaggi nel 1984, quando sotto le pressanti richieste degli appassionati, realizzò una serie di dipinti ispirati alle sue copertine, mentre nel 1987 realizzò una serie di illustrazioni dedicate a Batman ed ai suoi nemici. Infine realizzò le copertine di Detective Comics 622-624: era il 1990 e questo fu il suo ultimo lavoro ufficiale per la DC Comics.